# Mount Bona
Der Mount Bona ist ein Schichtvulkan in der Eliaskette im Osten Alaskas. Mit einer Höhe von 5005 m ist er der fünfthöchste Berg der Vereinigten Staaten. Nach den drei höchsten mexikanischen Gipfeln, Pico de Orizaba, Popocatépetl und Iztaccíhuatl, ist Mount Bona der höchste Vulkan Nordamerikas.

## Gletscher
Ähnlich wie beim benachbarten Mount Churchill ist fast das gesamte Bergmassiv stark vergletschert. Vom Mount Bona stammt das Eis des 64 km langen Klutlan-Gletschers, der bis ins kanadische Territorium Yukon reicht. Der Russell-Gletscher im Norden ist ein weiteres Gletschersystem an den Hängen des Vulkans.

## Geschichte
Im Jahre 1897 bekam der Fourteener durch Luigi Amadeo von Savoyen einen Namen. Dieser sichtete den Berg während der Erstbesteigung des etwa 130 km südöstlich gelegenen Mount Saint Elias. Bona war der Name seiner Yacht. Erstmals bestiegen wurde Mount Bona 1930 durch Allen Carpé, Terris Moore und Andrew Taylor. Der Normalweg zum Gipfel verläuft heute über den östlichen Grat, von wo aus auch Mount Churchill relativ einfach zu besteigen ist.